# Kieran Read
Kieran James Read (Auckland, 26 ottobre 1985) è un ex rugbista a 15 neozelandese, bi-campione del mondo nel 2011 e nel 2015 con gli All Blacks, squadra di cui è stato capitano per oltre 30 partite.

## Biografia
Nel rugby fin dalle scuole elementari, Keiran Read militò nella squadra del Rosehill College di Papakura, sobborgo di Auckland dove è cresciuto; entrato nella squadra provinciale del Canterbury nel 2006, esordì l'anno seguente nei Crusaders in Super Rugby.
Fu convocato per la prima volta in Nazionale nel novembre 2008, in coincidenza del tour nelle Isole britanniche che si concluse con un Grande Slam: l'esordio avvenne a Edimburgo contro la Scozia.
Nel 2010, divenuto titolare fisso, ripeté l'impresa e, a fine stagione, fu designato miglior rugbista neozelandese dell'anno.
Nel 2011 fece parte della selezione degli All Blacks che vinse la Coppa del Mondo.
A fine 2013 Read guadagnò anche il riconoscimento di giocatore IRB dell'anno.
Nel 2015 fu di nuovo presente alla Coppa del Mondo, laureandosi campione per la seconda volta consecutiva.

## Palmarès
- Coppe del mondo: 2
Nuova Zelanda: 2011, 2015
- Super Rugby: 4
Crusaders: 2008, 2017, 2018, 2019
- National Provincial Championship: 2
Canterbury: 2008, 2009